# نادي ليون لكرة السلة
نادي ليون لكرة السلة (بالإسبانية: Baloncesto León)‏ كان فريق كرة سلة إسباني للمحترفين تأسس في سنة 1981 وكان يقع في ليون، إسبانيا. تم حل النادي في سنة 2012.

## أبرز اللاعبين
- باولو كوينتيروس
- جي آر ريد

## وصلات خارجية
- الموقع الرسمي